# Municipio Sucre (Mérida)
El municipio Sucre, cuya capital es la ciudad de Lagunillas, se localiza en la parte central del estado Mérida, Venezuela. El municipio se encuentra reseñado dentro de la conurbación de la ciudad de Mérida, por lo que sus actividades económicas se ven muy relacionadas con dicha ciudad. Además, el turismo es una importante industria en la región.
A 30 Kilómetros de Mérida se encuentra el pueblo de Lagunillas: un lugar de reencuentro con las raíces indígenas de los Andes Venezolanos. Un pueblo lleno de historia, marcado para siempre por la huella imborrable del encuentro de dos culturas, que aún hoy se evidencian en cada rincón de sus calles coloniales. Para ir a Lagunillas desde Mérida, se toma la carretera Trasandina hacia el sur oeste en un recorrido de aproximadamente media hora.
Primero remontamos una cuesta muy empinada para llegar a una meseta bastante plana, aproximadamente a 29 kilómetros de Mérida. Allí el viajero puede observar a mano izquierda un mercado de artesanías, dominado por la escultura de un Mohan gigante, o curandero indígena. La mirada dirigida hacia el sitio sagrado de Jamuen, con los ojos entrecerrados, sugiere un profundo alejamiento del espectador. En sus manos una vasija con algún brebaje, apoyando sus brazos alargados sobre las rodillas. La estatua hecha en barro rojizo, del color de la tierra de esta zona, anuncia con su presencia telúrica la persistencia en el tiempo de una civilización muy antigua que dejó su huella en estos paisajes quemados por el sol. Al frente de cada tarantín vemos los cientos de tinajas, múcuras de barros y objetos curiosos regados por el piso que llaman nuestra atención. Nos refrescamos con agua de coco, en uno de los puestos ambulantes, antes de continuar el viaje.
Avanzamos sobre la parte plana de una meseta, en dirección este, entre cañaverales acariciados por el viento que viene del norte. Lejos se divisa la torre de la chimenea de algún trapiche que lanza su columna de humo por encima del horizonte azul, en donde se dibujan con precisión los picos de la Sierra Nevada. Situada a 1070 m de altura sobre el nivel del mar, la población de Lagunillas con 17.453 habitantes se extiende desde las estribaciones de la montaña, que culmina en el Páramo El Molino, hasta los pies de la meseta. Posee una temperatura media de 22.5 °C. Sorprende encontrar este paisaje alegre, de casas multicolores, inundado por una luz transparente, que permite ver con toda nitidez, los detalles de los pliegues en las faldas de los cerros más alejados. El clima seco y cálido, con una precipitación media anual de 586 mm, nos envuelve amigablemente en su seno, durante las tardes apacibles de los meses de julio y agosto. Un clima saludable que reconforta el espíritu y apacigua los nervios.
Al final del estrecho camino se encuentra Pueblo Viejo, la parte más antigua de Lagunillas. Podemos observar las casas de ladrillo quemado y otras de adobe de color rojizo, con muros toscamente frisados que armonizan bien con los tonos ocres del paisaje. Los techos de las casas de distintos materiales, van apareciendo entre el verdor de los árboles de mango, aguacate, mamones y apamates. Algunos techos son de teja, pero los hay también de platabanda, zinc y asbesto. Las casitas rurales construidas por Malariología, se ven dispersas aquí y allá.
La calle principal, llamada Avenida Las Palmas, asciende hacia el Norte y nos conduce al centro del poblado. Seguimos hasta llegar a la pequeña Plaza Bolívar en donde la brisa juega con las palmeras. A la izquierda se encuentra el templo de Santiago Apóstol de una blancura inefable. Es una iglesia de aspecto neogótico, con sus dos torres blancas truncadas. Su fachada dividida en dos partes, presenta en la parte inferior arcos ojivales con molduras que imitan columnas, frisos y cornisas. En la parte superior destaca un rosetón y sobre éste la imagen de Santiago Apóstol, patrono de Lagunillas. La fachada está rematada por un frontispicio en ángulo. La Iglesia es de construcción relativamente reciente y fue terminada en 1935.
Lagunillas es un pueblo andino bastante especial, pues a pesar de estar circundado por altas montañas, su idiosincrasia es de tierra caliente. Un contraste que se manifiesta en muchas formas, por ejemplo en la arquitectura. En general el clima templado impone un estilo de vida más abierto, flexible e informal a sus habitantes, que se manifiesta en el uso del espacio físico, las costumbres y relaciones humanas, las cuales difieren con las costumbres mucho más formales, austeras y tradicionales de los pueblos de la montaña alta. Se observa una marcada preferencia por los espacios abiertos e iluminados. Las calles son anchas y, las casas, con sus puertas y ventanas casi siempre abiertas, denotan una actividad comercial y un ajetreo muy típico de los poblados calientes.
Muchas de las casas del pueblo están en buen estado, debido a lo benigno del clima, con muy pocas precipitaciones. Sin embargo, otras han sucumbido ante el abandono de sus dueños, quienes han debido emigrar a las ciudades. Cerca de la Plaza Bolívar se pueden ver algunas viviendas muy hermosas con altillo y balcones. Llama la atención la rica decoración de algunas de las fachadas de esas casas, con elementos arquitectónicos propios de otras regiones, de tierra llana, como son las molduras, las cornisas y frisos. El plano de la ciudad es del tipo de cuadrícula española, con calles que se cortan perpendicularmente, formando manzanas casi cuadradas. La calle principal de entrada al pueblo, o Avenida Las Palmas, termina una cuadra arriba de la Plaza Bolívar, y, desde este punto, se debe torcer a mano izquierda para poder continuar el recorrido, siguiendo por la calle que viene de San Juan y que baja serpenteando hasta la entrada del Parque Yohama. Allí hay una pequeña encrucijada o cruce de vías, lo cual es aprovechado por los vendedores ambulantes de frutas y pasteles, quienes instalan sus tenderetes a la orilla de la calle.
Lagunillas es la capital del Municipio Sucre con 70.018 habitantes (2019), el cual incluye las parroquias Chiguará, Estánques, Pueblo Nuevo, San Juan y La Trampa.
El Parque Yohama, es un lugar que se debe visitar. Cuenta con áreas verdes para el esparcimiento, sombreada de árboles de copas muy frondosas como los samanes, dividives e higuerones. Posee un amplio estacionamiento, kioscos para hacer parrillas, cancha de bolas y parque infantil.
Al lado del parque vemos las aguas siempre apacibles de la famosa Laguna de Urao, rodeada de verdes juncos. En 1979 fue declarada monumento natural del Estado Mérida. En las tardes llegan los azulitos a bañarse en sus aguas: son unos patos de plumaje azul intenso que bajan desde el Páramo El Molino.
Este cuerpo de agua retenido entre el cerro El Molino y el cerro San Benito, es una laguna de origen tectónico que se alimenta de una quebrada subterránea. La Laguna de Urao ha sido considerada un lugar sagrado por los pobladores de Lagunillas, desde tiempos inmemoriales, y en torno al cual se han tejido las leyendas más fantásticas y hermosas de la mitología indígena.
El gran escritor merideño, Tulio Febres Cordero nos narra una de ellas, titulada La leyenda del Urao, la cual comienza así:

...Cuando los hombres barbados de allende los mares vinieron a poblar las desnudas crestas de los Andes, las hijas de Chía, las vírgenes de Motatán, que sobrevivieron a los bravos Timotes en la defensa de su suelo, congregadas en las cumbres solitarias del Gran Páramo, se sentaron a llorar la ruina de su pueblo y la desventura de su raza (...) Y sus lágrimas corrieron día y noche hacia el occidente, deteniéndose al pie de la gran altura, en las cercanías de Barro Negro, y allí formaron una laguna salobre, la laguna misteriosa de Urao...

El relato continúa narrando las vicisitudes de los distintos pueblos indígenas de la Sierra Nevada de Mérida. En cada episodio de conquista por parte de los españoles, la laguna cambia de lugar. Finalmente, la laguna, después de mudarse a varias regiones de Mérida, volando por los aires, se establece para siempre en Lagunillas.
"...Nuevamente gritaron en el Gran Páramo, las vírgenes petrificadas del Motatán, y nuevamente se levantó por los aires la laguna salobre de sus lágrimas para ir a asentarse sobre el suelo cálido de Lagunillas, en aquella tierra ardiente, donde la caña brava espiga y el cují florece."
El monumento natural Laguna de Urao, se caracteriza por presentar una laguna de agua salada única en Venezuela, que sirve como agente importante para la regulación de las condiciones climáticas y ambientales de la región.  Sus dimensiones son aproximadamente de 297.000 m², con profundidad promedio de 5 m. Se asienta en una planicie aluvial de la cuenca media del Río Chama, en medio de un ambiente bastante árido. 
La presencia del mineral disuelto llamado Urao (Sesquicarbonato de sodio) es una característica muy particular que solo poseen algunos cuerpos de agua en el mundo. El urao era utilizado antiguamente por los indígenas para elaborar el chimó una variedad de tabaco masticable.  En 1823 los científicos  Mariano Eduardo de Rivera y Jean Baptiste Boussingault observan la explotación de sales minerales en la laguna y el proceso artesanal de elaboración del chimó.
En la Laguna de Urao los visitantes pueden hacer excursiones, paseos en botes de pedal pesca deportiva, pícnic, caminatas, esparcimiento al aire libre, observación de la naturaleza, investigaciones científicas.
Los eventos deportivos o recreativos masivos, el porte de armas, la extracción de especies naturales, la navegación en la laguna, el consumo y expendio de bebidas alcohólicas y sustancias psicotrópicas están prohibidos por las autoridades de Inparques.
La historia de Lagunillas, muy rica en cuanto a los acontecimientos que allí se dieron, se remonta en el pasado a una civilización indígena bastante organizada de hombres y mujeres que se asentaron en estas tierras en el siglo V a. C. Sus habitantes vivían de los frutos del maíz, yuca y otros cultivos. Eran hábiles agricultores y empleaban técnicas avanzadas como el uso de las terrazas de cultivo en las laderas empinadas y la construcción de depósitos de agua o Estanques llamados kimpúes, para alimentar a los sistemas de riego. Hacia la parte sur del poblado, en Llano Seco, se han realizado excavaciones donde se encontrado los restos de la antigua civilización.
Vivían en paz y armonía con la naturaleza, respetando los pájaros, los ríos y las lagunas. Eran la gran nación de los Jamuenes que incluía las tribus Quinaroes, Orkases, Mucumbús y Mocollones.
Uno de los primeros cronistas de Venezuela, Fray Pedro de Aguado, relata sus impresiones sobre Lagunillas, sus pobladores, la Laguna de Urao y el chimó, alrededor de 1560.

(Después los soldados) fueron derechos de las poblaciones que los españoles llamaron de la Lagunilla, al principio de ella, que en lengua de los propios naturales es llamada Zamú, y allí se alojaron con mucho contento y alegría, porque demás de hallar los indios de buena distinción y pacíficos, sin alterarse ni salirse de sus casas ni hacer otra resistencia ninguna, a los nuestros daba muy gran alegría y contento ver la mucha población que por allí había, toda junta, por sus barrios, muy acompañada de grandes y fructíferos árboles en que entraban curas, guayabas, guaymaros, caymitos, ciruelos, piñas y otros géneros de árboles que sólo servían de acompañar y hermosear los pueblos, y juntamente con esto tenían junto a sus casas hechos muchos corrales en los que criaban paujíes, pavas y tórtolas y otros muchos géneros de aves de diversos colores, que a las puestas de sus casa tenían, que daban muy gran lustre a la población de estos bárbaros. Demás de esto, los indios, en su manera de vivir, traían sus personas ricamente aderezadas con mucha plumajería y cuentas blancas y verdes, y mantas de algodón, y cierto género de chágualas de hueso, y grandes collajeros hechos asimismo de huesos, con la negregura de sus cuerpos que son muy morenos, y la blancura de los aderezos que sobre sí traían, les hacía parecer muy bien y daba muestra de ser gente muy aventajada y respetada de los demás indios de esta provincia de Sierras Nevadas, como en la verdad lo son, por respecto de cierto lago o laguna que estos indios tienen en sus tierra, la cual, por las muchas tierras salobres que la cercan y hacen lago, se cuaja en el asiento y suelo de ella de un género de salitre muy amargo, que no es sal ni salitre, ni para el uno ni para el otro efecto nos podría servir a nosotros, y de este género se hace todo el suelo de la laguna, o lo más de él, una costra que a partes es muy gruesa y a partes es delgada, de la cual los indios van sacando y quebrando para vender a todos los que la vienen a comprar, que como he dicho, son todos los indios de esta provincia de Sierras Nevadas y de muy más lejos tierras, porque su rescate llega hasta la laguna de Maracaibo y poblaciones del Tocuyo y Llanos de Venezuela.

Según el cronista Julio Villamizar, en el año 1561, el presidente de la Real Audiencia de Santa Fe de Bogotá, Venero de Leyba, le otorgó el título de encomendero a Antonio de Reynoso en el sitio de la Lagunilla, junto con 60 casas y todos los indios que allí habitaban. A finales de aquel siglo tan agitado, los padres Agustinos se dedicaron al adoctrinamiento de la población.
El 20 de julio de 1619 el Licenciado Vázquez de Cisneros, reorganiza la población que se hallaba muy dispersa, mediante un Auto de Población, para refundar el lugar en el sitio de Jamuén, muy cerca de la Laguna, en el lugar donde se asienta la población actualmente. El día 26 de julio de aquel año, Cristóbal Pérez Dávila, habiendo sido designado como Juez Poblador, por parte de Vázquez de Cisneros, funda de nuevo el poblado con el nombre de Santiago de Lagunillas.
Durante la Colonia, Lagunillas fue un Pueblo de Indios bajo el sistema de las encomiendas. Los españoles cambiaron los cultivos tradicionales de los naturales, por otros ajenos como por ejemplo la caña de azúcar, los plátanos y las uvas. En una visita realizada en el siglo XVII, el cronista Basilio Vicente de Oviedo cuenta:

El Pueblo de Lagunillas, de la cleresía, con iglesia de paja, pero bien ornamentada, su temperamento cálido, pero sano y ameno, produce de todos frutos de tierra caliente, caña, maíz, plátanos, yucas, y muchas frutas. Se dan en su distrito muchas parras, de modo que allí no tiene el cura que comprar vino para celebrar, porque tiene sus parritas... tiene también algunas haciendas de cacao y también produce algodón y hay algunos trapiches que producen bastantes dulces...

Para conocer mejor la historia de Lagunillas, uno debe dirigirse al Museo Julio César Salas. Es un edificio moderno de tres pisos, situado al lado del Parque Sucre. Fue inaugurado en 1985. Allí funciona, además del museo, el Ateneo de Lagunillas y una Biblioteca Pública. En la sala histórica- antropológica, nos muestran los restos humanos de las excavaciones en el sector Llano Seco, en donde yace un antiguo cementerio indígena. Además observamos diversos utensilios, como vasijas, hachas, collares, etc., que hablan de una civilización muy antigua. Al lado del museo hay una plaza sombreada de samanes de anchas copas, en donde nos sentamos a descansar. La gente del pueblo tienen los rasgos característicos de los antiguos pobladores, como la tez oscura, el pelo negro muy liso y caras redondeadas. Además han conservado el legado de sus ancestros en cuanto a la fabricación y uso de algunos objetos de mucha utilidad. Lagunillas es una región de artesanos. Comenzando por el chimó, que se fabrica con el mineral de urao, que se extrae de la laguna y las esteras hechas de junco, que se producen desde tiempos inmemoriales. También se fabrican artesanalmente alpargatas de sisal, cerámicas, escobas y totumas.
En el mes de mayo, durante los días 14 y 15 se celebran en Lagunillas las ferias en honor de San Isidro Labrador. En estos días se organizan las danzas populares, conocidas con el nombre de Locos de San Isidro, basadas en una vieja tradición, que viene desde los indígenas, al celebrar con bailes y música de la llegada de las lluvias. El rito original, llamado la Bajada del Ches (El Ches era el Dios de las lluvias), consistía en una procesión en las cercanías de la laguna, donde danzaban los indios, con las caras pintadas de achiote y cubiertos de pieles. Danzaban al compás de las maracas, las chirimías y los tambores, recorriendo los pueblos, según nos cuenta Julio César Salas.
En la actualidad el baile ha sufrido las transformaciones propias, el entrar en contacto con la cultura española, convirtiéndose así en la fiesta cristiana de San Isidro. Es una manifestación cultural muy pintoresca, de un sincretismo encantador y de alegre colorido, por la música, la danza y los trajes de los promeseros, quienes se disfrazan de caballeros de la época colonial y se cubren el rostro con máscaras.

### Medios de Comunicación Social
Prensa
El medio impresos de circulación en el Municipio Sucre es:
- Diario Pico Bolívar

Radio
| Dial (FM) | Emisora y Circuito                       | Género          | Localidad            |
| --------- | ---------------------------------------- | --------------- | -------------------- |
| 88.1      | Sonica FM - Comercial (www.sonica88.com) | Variada         | Chiguará             |
| 88.9      | Huracán FM - Comunitaria                 | Variada         | Lagunillas           |
| 89.1      | Chimú FM - Comunitaria                   | Variada         | El Corozo - San Juan |
| 89.7      | Molinito al aire FM - U.E. El Molino     | Cultural        | Lagunillas           |
| 90.3      | Laguna FM - Comunitaria                  | Tropical Latino | Lagunillas           |
| 90.9      | Impacto FM - Comunitaria                 | Tropical Latino | Lagunillas           |
| 93.7      | Chiguarera FM- Comunitaria               | Cultural        | Chiguará INOPERATIVA |
| 94.1      | Xamu FM - Comunitaria                    | Tropical Latino | Lagunillas           |
| 99.9      | Vanguardia FM - Revolucionaria           | Cultural        | Lagunillas           |
| 104.3     | Salitre FM - Comunitaria                 | Tropical        | El Molino            |
| 105.5     | Fortaleza FM - Comunitaria               | Tropical        | Lagunillas           |
| 106.5     | Recreo FM - Esc.Bas. Manuel Gual         | Cultural        | Lagunillas           |
| WEB       | Guamuqui- U.E. 24 de Junio               | Cultural        | Lagunillas           |

Televisión
UHF 97 / LCTV - Cultural / Cultural / INOPERATIVO

## Política y gobierno

### Alcaldes
| Período     | Alcalde            | Partido político / Alianza | % de votos | Notas |
| ----------- | ------------------ | -------------------------- | ---------- | --- |
| 1989 - 1992 | Arquimedes Fajardo |                            | 54,15      | Primer alcalde bajo elecciones directas |
| 1992 - 1995 | Arquimedes Fajardo |                            | 56,07      | Reelecto |
| 1995 - 2000 | Diego Duarte       |                            | -          | Segundo alcalde bajo elecciones directas (se realizaron elecciones generales adelantadas en el 2000 debido a la aprobación de la Constitución de 1999) |
| 2000 - 2004 | Diego Duarte       |                            | 41,24      | Reelecto |
| 2004 - 2008 | Aarón Varela       |                            | 80,65      | Tercer alcalde bajo elecciones directas |
| 2008 - 2013 | Aarón Varela       |                            | 55,58      | Reelecto (se postergan 1 año las elecciones municipales pautadas para finales del 2012)                                                                |
| 2013 - 2017 | Aarón Varela       |                            | 46,97      | Reelecto |
| 2017 - 2021 | Julio Guillen      |                            | 55,57      | Cuarto alcalde bajo elecciones directas |
| 2021 - 2025 | Aarón Varela       |                            | 44,18      | Quinto alcalde bajo elecciones directas |

### Concejo municipal
Período 1989 - 1992
| Concejales:           | Partido político / Alianza |
| --------------------- | -------------------------- |
| Jorge Luis Peña       | COPEI                      |
| Irene de Osuna        | COPEI                      |
| Orangelina de Márquez | COPEI                      |
| Giovanni Sosa Márquez | COPEI                      |
| Alba Dávila           | AD                         |
| Javier Espinoza       | AD                         |
| Gustavo Márquez       | AD                         |

Período 1992 - 1995
| Concejales:            | Partido político / Alianza |
| ---------------------- | -------------------------- |
| Giovanni Sosa Marquéz  | COPEI                      |
| Frai Jordan Zerpa      | COPEI                      |
| Jorge Luis Peña        | COPEI                      |
| Rubino Rangel          | COPEI                      |
| Aarón Valera           | MAS                        |
| Rafaela Peña           | MAS                        |
| Wilson Sánchez Márquez | AD                         |

Período 1995 - 2000
| Concejales:            | Partido político / Alianza |
| ---------------------- | -------------------------- |
| Cristobal Moreno       | COPEI                      |
| Frai Jordan Zerpa      | COPEI                      |
| Jorge Luis Peña        | COPEI                      |
| Giovanni Sosa Márquez  | COPEI                      |
| Wilson Sánchez Marquez | AD                         |
| Lesther Gonzalez       | CONVERGENCIA               |
| Omar Augusto Marquez   | MAS                        |

Periodo 2000 - 2005
| Concejales:             | Partido político / Alianza |
| ----------------------- | -------------------------- |
| Jose Ramirez            | MVR                        |
| Miguel Antonio Molina   | MVR                        |
| Ciro Antonio Molina     | MVR                        |
| Juan Antonio Marquez    | MVR                        |
| Omar Augusto Marquez    | MAS                        |
| Ali Alejandro Contreras | AD                         |
| Ostman Ewaldo Altuve    | COPEI                      |

Periodo 2005 - 2013
| Concejales:            | Partido político / Alianza |
| ---------------------- | -------------------------- |
| Dora Vielma            | MVR                        |
| Juan Antonio Marquez   | MVR                        |
| Ali Uscategui          | MVR                        |
| Richard Carrillo       | MVR                        |
| Jose del Carmen Prieto | MVR                        |
| Dagoberto Rivera       | MVR                        |
| Alonzo Garcia          | PPT                        |

Período 2013 - 2018:
| Concejales          | Partido político / Alianza |
| ------------------- | -------------------------- |
| Jorge Guillen       | PCV                        |
| Carmen Emilia Bravo | PSUV                       |
| Jesús Araque        | PSUV                       |
| Julio Guillen       | PSUV                       |
| Gregorio Araque     | MUD                        |
| Yajaira Guillen     | MUD                        |
| Worfgang Valero     | MUD                        |

Período 2018 - 2021
| Concejales          | Partido político / Alianza |
| ------------------- | -------------------------- |
| Demecio Rodríguez   | PSUV                       |
| Oscar Pastrano      | PSUV                       |
| Elsa Marina Peña    | PSUV                       |
| Carmen Emilia Bravo | PSUV                       |
| Oranyela Uscategui  | PSUV                       |
| Genesis Monsalve    | PSUV                       |
| José Alfredo Méndez | PSUV                       |

Período 2021 - 2025 
| Concejales       | Partido político / Alianza |
| ---------------- | -------------------------- |
| Anderson Zerpa   | PSUV                       |
| Elsa Marina Peña | PSUV                       |
| Yefre Bolivar    | PSUV                       |
| Genesis Monsalve | PSUV                       |
| José Méndez      | PSUV                       |
| Carmen Rangel    | MUD                        |
| Wilson Sánchez   | MUD                        |